# Pseudauxides speciosus
Pseudauxides speciosus è un pesce osseo estinto, appartenente agli scombriformi. Visse nell'Eocene medio (Luteziano, circa 45 milioni di anni fa) e i suoi resti fossili sono stati ritrovati in Italia, nel ben noto giacimento di Monte Bolca.

## Descrizione
Questo pesce, lungo solitamente una trentina di centimetri, era piuttosto simile a un attuale sgombro. Il cranio possedeva un'ornamentazione costituita da profondi solchi sulle ossa frontali, mentre la prima spina emale era ispessita e ripiegata; i lepidotrichi mediani della pinna caudale erano ingranditi e ben spaziati fra loro. Le vertebre di Pseudauxides, circa 30, erano dotate di fosse dorsolaterali e ventrolaterali. Il muso di Pseudauxides era più corto del resto del cranio. Il corpo era ricoperto da scaglie di meda grandezza; i denti erano conici e molto appuntiti ma non fitti. Le pinne dorsali erano le une vicine alle altre; il primo e il secondo ipurale erano fusi insieme, così come il terzo e il quarto.

## Classificazione
I primi fossili di questo animale, rinvenuti a Monte Bolca (Verona, Italia), vennero descritti da Volta nel 1796 con il nome di Scomber speciosus. Successivamente Louis Agassiz, nel 1835, descrisse i fossili con il nome di Cybium speciosum, mentre Arambourg nel 1967 li attribuì al genere Scomberomorus. 

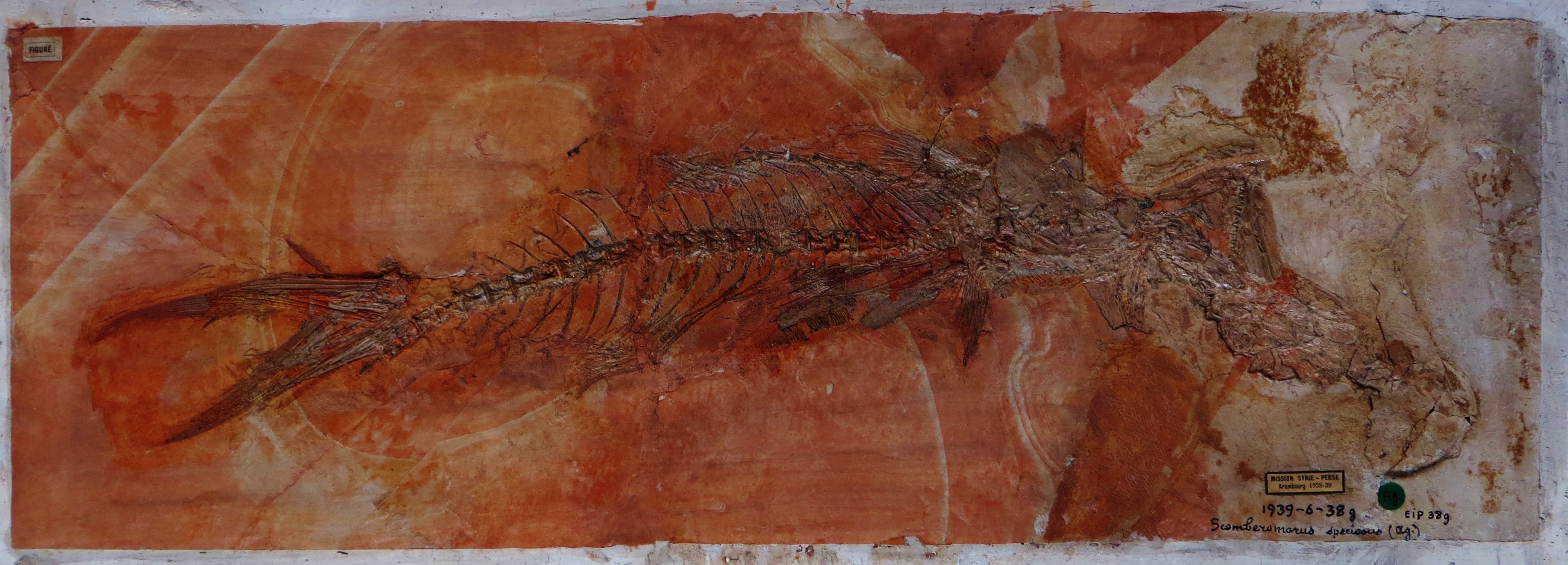
Fossile di Pseudauxides speciosus

Una ridescrizione operata da Monsch nel 2006 ha messo in luce sostanziali differenze tra questa specie e gli attuali generi di sgombridi, ed è quindi stato istituito il genere Pseudauxides. Lo studio di Monsch indica che Pseudauxides speciosus è strettamente imparentato con i generi attuali Scomber e Rastrelliger e con l'estinto Auxides. È probabile che Pseudauxides fosse il più primitivo di questi quattro generi.